# تل رسم الحديث
تل رسم الحدث هو موقع أثري يقع على بعد 18 كم شمال مدينة بعلبك في محافظة البقاع، وهو التل الذي يحتضن بلدة شعث البقاعية، التي عرفت منذ القدم، بينابيعها وآثارها، والتي يوجد فيها مقام النبي إسماعيل وامه هاجر، ويعود تاريخه على الأقل إلى العصر الحجري الحديث.

## الموقع الجغرافي
يقع تل رسم الحدث في القسم الشمالي من محافظة البقاع ضمن قضاء بعلبك، يبعد عن العاصمة بيروت حوالي 110 كلم، وعن مركز المحافظة زحلة حوالي 60 كلم، وعن مركز القضاء بعلبك حوالي 18 كلم، ويرتفع عن سطح البحر في أعلى نقطة في البقاع عند منقلب المياه بين شماله وجنوبه حوالي 1016م، وتمر في خراجه طريق بعلبك - حمص الدولية على مسافة 8 كلم شرقا، فتخترقه من "وعرة مقنة" جنوبا حتى وادي رعيان شمالا. يحده من الشمال الغربي بلدة حربتا ومن الشمال الشرقي سهل التوفيقية (البزالية)، ويحده من الجنوب الغربي أراضي بلدة نيحا، ومن الجنوب الشرقي بلدة مقنة، أما شرقًا فتحده بلدة يونين ومن جهة الغرب يحده خراج بلدتي نبحا وقرحا. وهو مدخل لقرى عدة: قرحا، نبحا، قليلة، الحرفوش، القدام، الجوبانية، الرام، برقا ومراح المشمشة، لتبلغ مساحته الإجمالية حوالي 28 ألف دونم.

## ينابيعه
كانت نبع عين رسم الحدث قديماً غزيرة جداً، ما ساعد على تشغيل المطحنة المائية في أرض الغابات لطحن القمح والشعير، والتي يعود تاريخ بناءها إلى حوالي 200 سنة تقريباً وقد كانت ملكاً لآل ملوك.

## زراعته
تشكل الزراعة العمود الفقري لاقتصاد البلدة الواقعة على تل رسم الحدث، فخراج بلدة شعث يمتد بين سلسلتي جبال لبنان الشرقية والغربية، اضافة الى امتلاكها سهلا واسعا يتميز بخصوبته وتنوع تربته بين الأحمر والأسود والرمادي وكثرة هضابه وتلاله التي تشكل موقعا استراتيجيا مميزًا.
يشتهر الموقع بزراعة الحبوب كالقمح والشعير والعدس والحمص والكرسنة. أما الأشجار المثمرة فهي: الكرز، والمشمش، والخوخ، واللوز، والإجاص والتين والعنب، إضافة الى زراعات أخرى متنوعة لا تقل أهمية عن غيرها مثل: البطاطا، والثوم، والبصل، واللفت، والباذنجان، والخس، والبقدونس، والفجل، والسبانخ والبندورة والفريز، والدخان.
ومن الأشجار غير المثمرة: الحور، والسرو، والصنوبر، والصفصاف واللزاب.

## آثاره
من خلال البحث الميداني والمشاهدة العينية لتل رسم الحدث، يمكن تسجيل بعض المشاهدات التي تؤكد على قدمها. فقد عثر على قطع أثرية متنوعة تعود الى عصور عدة وحضارات كالفينيقية، والرومانية، والعربية، كما كشف عن الأقنية القديمة في ناحية السهلات من خراج بلدة شعث، والعثور على القساطل الفخارية المطمورة بعمق متر والممدودة من نبع رسم الحدث حتى تل الحصن. وقد ظهرت هذه القساطل أثر استصلاح الأراضي التي قام بها المشروع الأخضر عام 1968، إضافة إلى وجود قطع أثرية في منطقة تل العين. كما عثر على بقايا فخاريات كالجرار الكبيرة والكؤوس الزجاجية وعلى آثار برونزية فينيقية الصنع في منطقة تل دنحا وتل الحصن أيضا، مما يعني أن المنطقة قديمة قدم الآثار الموجودة فيها.